# Chrome Soldiers
Chrome Soldiers es una película de acción y drama de 1992, dirigida por Thomas J. Wright, escrita por Ross LaManna, John McCormick y Nick Randall, musicalizada por Steve Dorff, en la fotografía estuvo Billy Dickson y los protagonistas son Gary Busey, Ray Sharkey y William Atherton, entre otros. El filme fue realizado por Chrome Soldiers Productions y Wilshire Court Productions, se estrenó el 6 de mayo de  de 1992.

## Sinopsis
Cinco ex soldados se dirigen a un pueblo de Oregón para colaborar con un amigo, tienen que hallar datos del homicidio de su hermano.